# ۴۰۰ (عدد)
۴۰۰ (عدد)یک عدد طبیعی است که بعد از ۳۹۹ و قبل از ۴۰۱ قرار دارد.
نام سبک کواتروچنتو برگرفته از نام عدد ۴۰۰ در زبان ایتالیایی است.